# ویلهلم کایتل
ویلهلم بودوین گوستاف کایتل (به آلمانی: Wilhelm Bodewin Gustav Keitel) (۲۲ سپتامبر ۱۸۸۲ – ۱۶ اکتبر ۱۹۴۶) نظامی و فیلدمارشال آلمانی در دوره رایش سوم بود که بین سال‌های ۱۹۳۸ تا ۱۹۴۵ ریاست فرماندهی عالی ورماخت را بر عهده داشت.

## سال‌های اولیه
ویلهلم کایتل روز ۲۲ سپتامبر سال ۱۸۸۲ در املاک خانوادگی هلمشروده در غرب دوک‌نشین براونشوایک زاده شد. خاندان او با اصالتی از هانوفر، از زمین‌داران طبقه متوسط بودند که هیچ سابقه نظامی‌گری نداشتند. کایتل در ابتدا وضعیت تحصیلی خوبی نداشت اما به مرور بهبود یافت. پس از فارغ‌التحصیلی از مدرسه، ماه مارس سال ۱۹۰۱ به عنوان دانشجو افسر به هنگ ۴۶ توپخانه صحرایی زاکسن سفلی در ولفلبوتل پیوست. گونتر کلوگه نیز در این هنگام در این هنگ خدمت می‌کرد. روز ۱۸ اوت سال ۱۹۰۲ به درجه ستوان دوم ترفیع گرفت. سال ۱۹۰۵ وارد دانشکده توپخانه صحرایی در یوتربوگ شد و از سال ۱۹۰۸ آجودان هنگ بود. کایتل سال ۱۹۱۰ به درجه ستوان یکم و سال ۱۹۱۴ به درجه سروان ترفیع گرفت. ماه مارس سال ۱۹۱۴ وارد دوره آموزشی افسران ستادی سپاه ۱۰ شد. کایتل هنگام آغاز جنگ جهانی اول در حال گذراندن تعطیلات در سوئیس بود که به هنگ خود احضار شد. ماه اوت سال ۱۹۱۴ با هنگ ۴۶ توپخانه عازم بلژیک گشت و نبردهای زیادی را تجربه کرد. کایتل ماه سپتامبر با اصابت ترکش در ناحیه ساعد دست راست به شدت زخمی شد. پس از بهبود به هنگ خود بازگشت و فرماندهی یک آتشبار را بر عهده گرفت. ماه مارس سال ۱۹۱۵ به ستاد سپاه ۱۵ ذخیره منتقل شد. دو سال بعدی را در ستادهای سپاه ۱۹ ذخیره و لشکر صد و نود و نهم پیاده‌نظام گذراند و در نهایت به ستاد کل و سپس در سال ۱۹۱۸ به عنوان افسر عملیات‌ها به ستاد سپاه تفنگ‌دار دریایی در فلاندر منتقل شد. کایتل در این مدت نشان‌های درجه ۲ و ۱ صلیب آهنین را دریافت نمود.
اطلاعات چندانی در رابطه با آرای کایتل در مورد قیصر ویلهلم دوم و سلطنت در آلمان تا پایان جنگ جهانی اول در دست نیست. به هر صورت کایتل هیچگاه اعتراضی نسبت به نحوه پیشبرد جنگ توسط قیصر ابراز نکرد. به نقل از بزرگ‌ترین پسرش، کایتل برای مدتی طولانی، حتی در زمان حاکمیت بعدی، تصویر ویلهلم، ولیعهد آلمان را بر روی میز تحریر خود داشته‌است. این مسئله نیز روشن نیست که او چرا در نهایت این تصویر را کنار نهاد.

## رایشسور
کایتل روز ۱۰ دسامبر سال ۱۹۱۸ در نامه‌ای به پدر زن خود، اعلام کرد در آینده نزدیک از حرفه افسران «برای همیشه» کناره‌گیری خواهد کرد. با این حال پس از جنگ به خدمت در رایشسور ادامه داد. پس از مدت کوتاهی خدمت در مرزبانی شرقی و فعالیت در ستاد یک تیپ جدید، برای دو سال مدرس دانشکده سواره‌نظام در هانوفر بود. مدتی در ستاد هنگ ۶ توپخانه در میندن حضور داشت. پس از ترفیع به درجه سرگرد در سال ۱۹۲۳، از سال ۱۹۲۵ در بخش سازمان‌دهی دفتر نیرو (عنوان پوششی ستاد کل) عهده‌دار مسئولیت بود. در این جایگاه غالباً درگیر مسئله تأمین نیروی ذخیره برای رایشسور که طبق پیمان ورسای ممنوع بود، شد. او همچنین بر روی سازمان دادن آرایش‌های مرزبانی شبه‌نظامی جهت محافظت از مرزهای شرقی آلمان با لهستان کار کرد. کایتل در این موقعیت با تعدادی از افسران از جمله والتر فون براوخیچ، فرمانده آینده کل نیروی زمینی، آشنا شد که در بعدها تعامل زیادی با آن‌ها داشت. سال ۱۹۲۷ به فرماندهی گردان ۲ هنگ ۶ توپخانه در مونستر منصوب شد. سال ۱۹۲۹ با درجه سرهنگ دوم مجدداً به دفتر نیرو بازگشت و به ریاست بخش سازمان‌دهی رسید. در جریان تسلیح مجدد آلمان نقشی کلیدی ایفا کرد. اریش فون مانشتاین اقدامات کایتل در زمینه سازمان نظامی را «عالی‌ترین کارها» خوانده‌است. کایتل ماه سپتامبر سال ۱۹۳۱ سفری به شوروی داشت. اطلاعاتی از نتایج و تجربیات نظامی این سفر در دست نیست اما او در نامه‌ای به تاریخ ۲۹ سپتامبر، به تشریح احساس خود نسبت به اقتصاد روسیه و وضعیت کلی ارتش سرخ، به پدرش پرداخته‌است. رهبری سفت‌وسخت به عنوان خصیصه نظام و احترامی که به ارتش سرخ گذاشته می‌شود، بیشترین تأثر را در او آفرید.
میل زیاد کایتل به کار موجب وارد آمدن فشار شدید عصبی به او می‌شد؛ به وجهی که همسرش با نوشتن نامه‌هایی به تلخی از «کوه کارهای اداری» و «اضطراب ترسناک» او گله می‌کند. این حالت در اثر نبود بردباری در کایتل پدید می‌آمد. نهایتاً در اثر فعالیت شدید کاری، اواخر پائیز سال ۱۹۳۲ دچار افروختگی شدید سیاهرگ در پای راست شد. در ابتدا توجهی صرف آن نمی‌کرد و حتی با احساس وظیفه‌شناسی سرسختانه به پیاده‌روی از منزل خود در غرب برلین تا محل کارش در ساختمان وزارت دفاع در بندلرشتراسه در مرکز شهر ادامه داد. این شرایط به ترومبوز و آمبولی ریه، حمله قلبی و سینه‌پهلو انجامید. به همین جهت کایتل زمانی نسبتاً طولانی را تحت مراقبت پزشکی در کوه‌های تاترا در چکسلواکی گذراند. در همین دوره نیز حتی در ابتدا زیردستان خود را برای گزارش‌دهی معمول به بسترش فرا می‌خواند. زان پس تا پایان عمر تنها بیماری و نه هیچ علت دیگری، او را از خدمت وا نداشت. در همین ایام، آدولف هیتلر روز ۳۰ ژانویه سال ۱۹۳۳ به مقام صدارت عظمای آلمان رسید. بنا بر نوشته‌های خودش، در این زمان هنگامی که از کایتل در ارتباط با هیتلر پرسش شد اذعان داشت: «من فکر می‌کنم … او تنها با قدرت کلام خود در میان مردم ساده موفقیت بزرگی کسب کرده‌است» و «این که آیا او مناسب صدارت رایش است برای من بسیار سوال‌برانگیز است».
پس از بهبودی، برای مدتی دوباره در جایگاه پیشین خود در دفتر نیرو فعالیت کرد. کایتل برای نخستین بار ماه ژوئیه سال ۱۹۳۳ در بات رایشنهال در کنفرانس فرماندهان ارشد اس‌آ، با هیتلر دیداری داشت و با او سخن گفت. کایتل روز ۱ اکتبر سال ۱۹۳۳ رهبر پیاده‌نظام منطقه نظامی شماره ۳ و نایب فرماندهی لشکر سوم در پوتسدام شد و به درجه سرتیپ ترفیع گرفت. در پی مرگ پدرش در ماه مه سال ۱۹۳۴ و به ارث بردن املاک او، به شکل جدی قصد استعفا و خروج از نیروی زمینی جهت رسیدگی به املاک خانوادگی را داشت که با مخالفت همسرش از این اقدام منصرف شد. ماه ژوئیه همان سال به لشکر دوازدهم پیاده‌نظام در لایبنیتس در ۴۸۰ کیلومتری هلمشروده منتقل گشت تا به سبب این فاصله طولانی مجدداً به صورت جدی به فکر خروج از خدمت بیفتد. این بار ورنر فون فریچ، فرمانده کل نیروی زمینی او را از این عمل بازداشت و مقام فرماندهی لشکر بیست و دوم پیاده‌نظام در برمن را به او سپرد.
کایتل در این هنگام به گونه‌ای در حوادث موسوم به شب دشنه‌های بلند مشارکت داشت. او مدعی شده‌است که از طریق سرگرد انو فون رینتلن اطلاعاتی از توطئه‌چینی اس‌آ برای یک کودتا علیه رایشسور به دست آورده و این اطلاعات را در اختیار مقامات بالا قرار داده‌است. او دخالت شخصی هیتلر در این مسئله را «تعیین‌کننده» در جهت «جلوگیری از خطری که می‌توانست صدها برابر جان بیشتری را بگیرد» می‌داند. کایتل این که چرا عوامل اس‌آ بدون محاکمه نظامی اعدام شدند را «فراتر از درک» خود می‌خواند.

## ریاست فرماندهی عالی ورماخت
ماه اوت سال ۱۹۳۵، ارتشبد ورنر فون بلومبرگ، وزیر دفاع آلمان و یکی از دوستان نزدیکش، ریاست دفتر نیروهای مسلح را به کایتل پیشنهاد کرد. با وجود اکراه از پذیرش این مقام، در نهایت با اصرار همسرش با آن موافقت نمود. دفتر نیروهای مسلح یک تشکیلات پیچیده متشکل از بخش‌های مختلف در امور دفاع داخلی و خارجی، صنعت تسلیحات و مسائل حقوقی و مالی بود. کایتل با کنار نهادن بی‌میلی پیشین، مشتاقانه در این جایگاه شروع به فعالیت کرد. با تشویق فون بلومبرگ، به شکل خستگی‌ناپذیری ایده ساختار فرماندهی یگانهٔ هر سه نیرو را پیگیری کرد. با مقاومت نیروهای زمینی، دریایی و هوایی در برابر این رویکرد و عقب نشستن فون بلومبرگ، رو به پشتیبانی از حاکمیت مطلق و بی‌شائبه پیشوا آورد و متعاقباً وفاداری شدیدی به هیتلر یافت.
پس از بازنظامی‌سازی راینلانت در روز ۷ آوریل سال ۱۹۳۶، کایتل برای نخستین بار در یک دیدار رسمی برای ارائه گزارش نزد هیتلر فراخوانده شد. در این جلسه، کایتل در پاسخ به پرسش هیتلر مبنی بر چگونگی واکنش به خواسته بریتانیایی‌ها در عدم احداث استحکامات در آن سوی راین، گفت که آلمان اعلام کند فعلاً هیچ استحکامات دائمی در این منطقه احداث نخواهد کرد. هیتلر این پیشنهاد را به این صورت تغییر داد که آلمان در حالتی از طفره، به طرف مقابل اعلام می‌کند که این خواسته آن‌ها را در نظر خواهد گرفت؛ البته درحالی که هنوز هیچ برنامه‌ای برای ساخت استحکامات ندارد. کایتل فیصله یافتن این قضیه بدون درگیر شدن با قدرت‌های خارجی را حاصل از «غریزه سیاسی بسیار پرورش‌یافته» هیتلر توصیف کرده‌است.
در جریان مسئبه بلومبرگ-فریچ، رئیس پلیس برلین شواهدی که نشان از امکان تن‌فروشی همسر فون بلومبرگ در گذشته داشت، جهت اقدامات لازم و یافتن راهی جهت پایان دادن به این قضیه، به دست کایتل رساند. او که اطلاعی از صحت و سقم موضوع نداشت، پرونده را بدون آگاهی از دشمنی بین این دو، نزد هرمان گورینگ فرستاد. گورینگ که منتظر چنین دست آویزی از فون بلومبرگ بود، مسئله را مستقیماً با هیتلر در میان گذاشت که به برکناری فون بلومبرگ انجامید. عزل فون بلومبرگ و فون فریچ منجر به تشکیل فرماندهی عالی ورماخت تحت انقیاد مطلق هیتلر شد. روز ۴ فوریه سال ۱۹۳۸ پیشوا شخصاً جایگاه وزارت جنگ را در اختیار گرفت و به شکل همزمان کایتل را به عنوان فردی وفادار و قابل اتکا در زمینه اجرای بدون پرسش خواسته‌هایش، به ریاست فرماندهی عالی ورماخت برگزید. کایتل با وجود این که انتظار انتصاب به چنین جایگاهی را نداشت، این بار بدون امتناع آن را پذیرفت. او با در این منصب والتر فون براوخیچ، دوست نزدیکش را به فرماندهی نیروی زمینی و بودوین، برادر کوچک‌ترش را به ریاست دفتر نیروی نیروی زمینی منصوب کرد. کایتل ماه اکتبر سال ۱۹۳۸ برای مدت کوتاهی با ترک جایگاه پیشین فرمانداری نظامی منطقه به تازگی تصرف‌شده سودتنلند را بر عهده گرفت اما تنها چهار ماه بعد به مقام پیشین خود در فرماندهی عالی ورماخت بازگشت.

## جنگ جهانی دوم
ترفیع درجات:
- ۱۸ اوت ۱۹۰۲: ستوان دوم
- ۱۸ اوت ۱۹۱۰: ستوان یکم
- ۸ اکتبر ۱۹۱۴: سروان
- ۱ آوریل ۱۹۲۳: سرگرد
- ۱ فوریه ۱۹۲۹: سرهنگ دوم
- ۱ اکتبر ۱۹۳۱: سرهنگ
- ۱ آوریل ۱۹۳۴: سرتیپ
- ۱ ژانویه ۱۹۳۶: سرلشکر
- ۱ اوت ۱۹۳۷: سپهبد (ژنرال نیروهای زرهی)
- ۱ نوامبر ۱۹۳۸: ارتشبد
- ۱۹ ژوئیه ۱۹۴۰: فیلدمارشال

گفته می‌شود در این مقام نفوذ کمی در تصمیمات نظامی از جمله در چگونگی انجام عملیات‌ها داشت. هنگامی که جنگ جهانی دوم در سال ۱۹۳۹ آغاز شد، تنها مشغول «کارهای اداری» بود و طرح‌ریزی حقیقی عملیاتی توسط فرانتس هالدر، رئیس ستاد کل نیروی زمینی و همکاران او انجام گرفت. از تهاجم کشورش به لهستان، دانمارک، نروژ، هلند، بلژیک و فرانسه حمایت کرد. آلفرد یودل و والتر وارلیمونت طرح‌ریزی عملیات در نروژ را که اختصاصاً بر عهده ورماخت قرار گرفته بود، ترتیب دادند و او صرفاً ساختار اداری لازم بدین منظور را پدیدآورد. پس از پیروزی بر فرانسه در ماه ژوئن سال ۱۹۴۰، هیتلر به جهت قدردانی از اقداماتش، روز ۱۹ ژوئیه او را به درجه فیلدمارشالی ترفیع داد و ۱۰۰ هزار رایش‌مارک به او هدیه نمود؛ مبلغی که هیچگاه آن را خرج نکرد چرا که احساس می‌کرد آن را کسب نکرده‌است. پس از مدتی مرخصی، ماه اوت کار بر روی عملیات شیر دریایی، طرح تهاجم آلمان به جزیره بریتانیا که هیچگاه اجرا نشد، را آغاز نمود.
با اطلاع از قصد هیتلر در حمله به شوروی، مستقیماً اعتراض خود را به پیشوا ابراز کرد. هیتلر در پاسخ این جنگ را اجتناب‌ناپذیر خواند و افزود اکنون که آلمان دست بالا را دارد باید دست به حمله بزند. با قانع نشدن از این استدلال، اعتراضش را مکتوب ساخت که مورد سرزنش شدید هیتلر قرار گرفت. با ناراحتی پیشنهاد کرد در جایگاهش با فردی که قضاوت راهبردی منطبق‌تری با پیشوا دارد، جایگزین شود. هیتلر با رد درخواست یک فرماندهی میدانی، به تندی او را مورد انتقاد قرار داد و با فریاد خاطر نشان ساخت این تنها او به عنوان پیشواست که تصمیم می‌گیرد چه زمانی رئیس فرماندهی عالی ورماخت را تغییر دهد. در واکنش بدون به زبان آوردن هیچ سخنی اتاق هیتلر را ترک نمود. زان پس با وجود مطرح ساختن اعتراض‌های بسیار ضعیف در مسائل خاصی، تقریباً بدون هیچ تأملی مجری اراده پیشوا بود. بدین ترتیب با این حال که به شکل ناموفقی تلاش کرد برخی فرامین را نرم سازد، با ایمان عمیق به پیشوا، ماه مارس سال ۱۹۴۱ فرمان کمیسار هیتلر در از میان بردن افسران سیاسی ارتش سرخ را ابلاغ و حکم ماه ژوئیه در سپردن اداره سیاسی مناطق پشت خط مقدم به رایسش‌فورر هاینریش هیملر، فرمانده اس‌اس را امضا کرد. در پی عدم موفقیت ورماخت در حصول یک پیروزی سریع بر شوروی و افزایش صدور فرامین سخت‌گیرانه‌تر، با تسلیم خاضعانه در مقابل هیتلر، وفادارانه به امضای چنین احکامی ادامه داد.
پس از انفجار بمب کارگذاشته در یک کیف در زیر میز کنفرانس در روز ۲۰ ژوئیه ۱۹۴۴ توسط کودتاگران، با بر طرف شدن گیجی موقت، به سراغ هیتلر رفت و با فریاد "پیشوای من شما هنوز زنده هستید!" او را سر پا و در خروج از اتاق تخریب شده یاری کرد. پس از اقدام ناموفق ترور، بیش از پیش به هیتلر نزدیک و تکیه پیشوا بر بیشتر شد. پس از این کودتای نافرجام ترحمی به بانیان آن نشان نداد و دستور به دستگیر کردن ژنرال اریش فلگیبل، ارتشبد فریدریش فروم و فیلدمارشال اروین فن ویتسلیبن صادر نمود.
در ماه‌های پایانی جنگ، با نزدیک شدن قوای ارتش سرخ شوروی به برلین، فرامینی در جهت برخورد با «اقدامات تروریستی» دشمن ابلاغ کرد. بی هیچ شائبه‌ای با لزوم تمهیدات تلافی‌جویانه مرگبار علیه پارتیزان‌ها و خرابکارها موافق بود. در جریان نبرد برلین، با از دست دادن درک صحیح از شرایط و عدم پذیرش شکست آلمان، ژنرال والتر ونک و فیلدمارشال فردیناند شومر را مقصر سقوط پایتخت می‌دانست.

## پس از جنگ

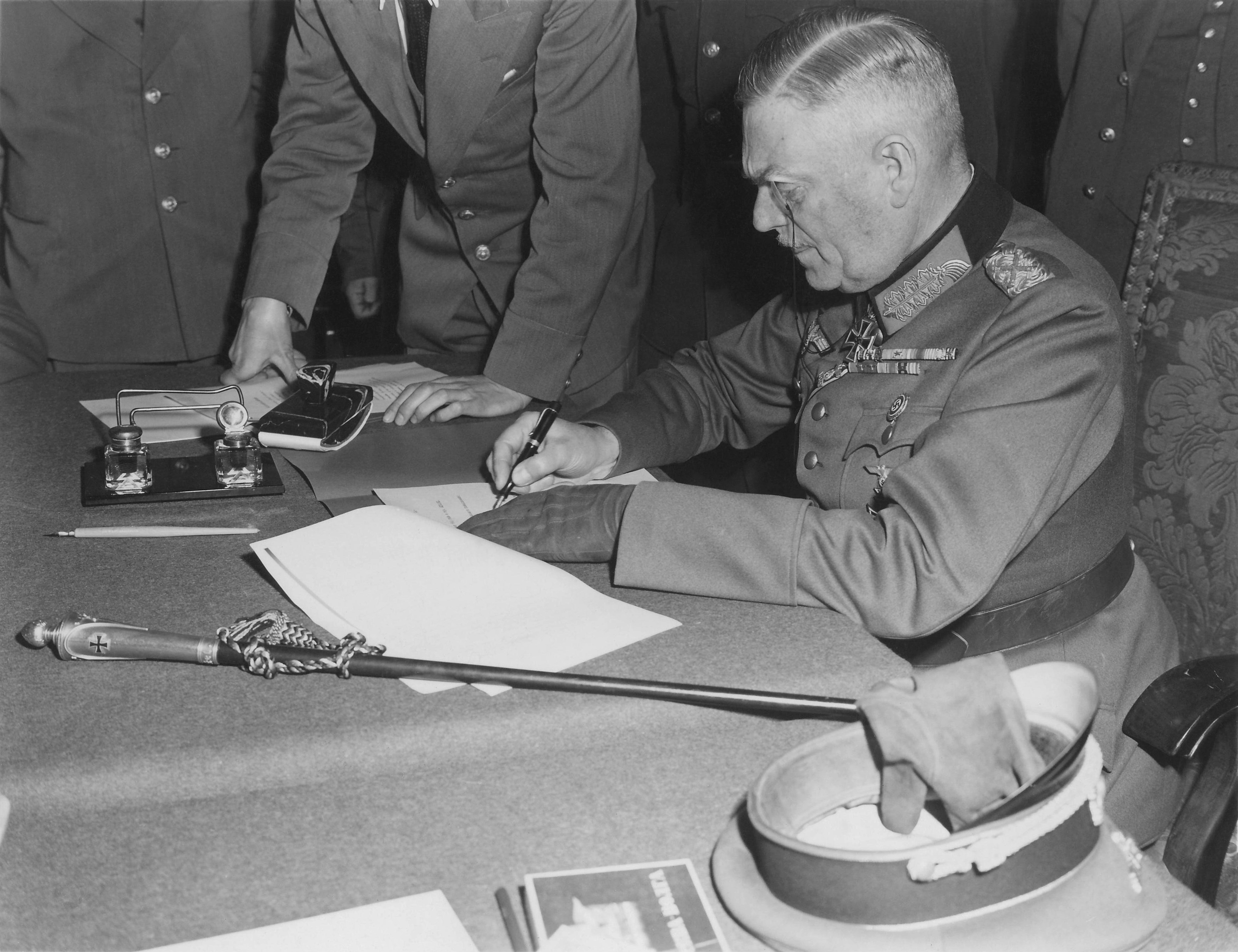
لحظهٔ امضای سند تسلیم بی‌قید و شرط آلمان توسط فیلدمارشال کایتل در مقر ستاد ارتش سرخ در کارلسهورشت، برلین، ساعت ۲۳ و ۴۵ دقیقهٔ شامگاه ۸ مه ۱۹۴۵

روز ۸ مه سال ۱۹۴۵ با یونیفرم کامل نظامی آخرین اقدام رسمی خود برای آلمان را با امضای سند تسلیم کشورش در حضور روس‌ها در برلین به انجام رساند و به مقر دولت به رهبری کارل دونیتس بازگشت. چند روز بعد در این مکان توسط پلیس نظامی بریتانیا دستگیر شد. در دادگاه نورنبرگ محاکمه گردید و در آن مسئولیت خود در اجرای فرامین هیتلر را پذیرفت. با وجود این که تأثیری در محکومیتش نداشت اما در مقابل متهم‌کنندگانش با صداقت سخن گفت. او در نهایت به اتهام جنایت علیه صلح، جنایت جنگی و جنایت علیه بشریت مجرم شناخته گردید و ۱۶ اکتبر سال ۱۹۴۶ به دار آویخته شد. پیش از اجرای حکم آخرین سخنانش را به زبان آورد:"آلمان بالاتر از همه چیز!"

## زندگی شخصی
ویلهلم پنج ساله بود که مادرش را پس زایمان برادرش بودوین، از دست داد. کایتل علاقه زیادی به شکار، سوارکاری و کشاورزی داشت. ماه آوریل سال ۱۹۰۹ با لیزا فونتن، دختر یک زمین‌دار ثروتمند از وولفل در هانوفر ازدواج کرد. حاصل این ازدواج سه دختر و سه پسر بود. هر سه پسر او نیز مانند پدر به نیروی زمینی پیوستند. کارل-هاینتس، بزرگ‌ترین پسر او، ژانویه سال ۱۹۳۸ با دوروتی، دختر ورنر فن بلومبرگ، وزیر دفاع آلمان، ازدواج کرد. کوچک‌ترین پسر کایتل در طول جنگ در شوروی کشته شد. گفته می‌شود هنگام تصدی مقام فرماندهی لشکر در سال‌های ۱۹۳۴ و ۱۹۳۵، در حالی که خود برای رسیدگی به وظایف رسمی، به شکل طبیعی از خودروی سازمانی استفاده می‌کرد، با توجه به این که خودروی شخصی در مالکیت نداشت، برای پایبندی سفت‌وسخت به پاک‌دستی، در صورتی که به همراه همسرش به مراسمی دعوت می‌شد، او را با قطار شهری راهی می‌کرد. همین روحیه سبب می‌شد، در دوره بحران سوخت در آلمان، درحالی‌که عده‌ای با خودروهای متعدد و مجلل تردد می‌کردند، او با فولکس‌واگن ساده‌ای در مراسم‌های حکومتی حضور یابد.